# لا فيلافيلا
بلدية لا فيلافيلا (بالإسبانية: Villavieja)‏ (بالفالنسية:La Vila-vella)، هي إحدى بلديات مقاطعة كاستيلون التي تقع في منطقة بلنسية، في شرق إسبانيا.
يبلغ عدد سكانها 2.368 نسمة وفقاً لإحصائية سنة (2006).